# Asociația de Fotbal a Groenlandei
Asociația de Fotbal a Groenlandei (în groenlandeză: Kalaallit Nunaanni Isikkamik Arsaattartut Kattuffiat; în daneză Grønlands Boldspil-Union), este forul conducător al fotbalului în Groenlanda. Ea a fost fondată în 1971, și nu este oficial afiliată nici la FIFA și nici la UEFA sau CONCACAF. Asociația de Fotbal a Groenlandei se ocupă cu gestionarea fotbalului în Groenlanda, inclusiv cu organizarea echipei națională de fotbal a Groenlandei și a campionatului intern al ”țării”.